# Gmina Berkovići
Gmina Berkovići (serb. Општина Берковићи / Opština Berkovići) – gmina w Bośni i Hercegowinie, w Republice Serbskiej. W 2013 roku liczyła 2041 mieszkańców.